# Hajah Norsiah binti Haji Abdul Gapar
Hajah Norsiah binti Haji Abdul Gapar (Seria, 24 avril 1952) est une femme de lettres brunéienne.
Elle étudia un master de la chimie clinique à l'Université de Londres en 1997, et gagna le Prix des écrivains de l'Asie du Sud-Est en 2009.

## Œuvre
- Hidup Ibarat Sungai, Dewan Bahasa dan Pustaka, (DBP), 1972
- Bunga Rampai Sastera Melayu Brunei, 1984
- Puncak Bicara, 1985
- Pengabdian, 1987
- The Islamic Interpretation of ‘Tragic Hero’ in Shakespearean Tragedies, IIUM Press, 2001
- Colonial to Global: Malaysian Women’s Writing in English, 1940s-1990s, IIUM Press, 2001
- In the Art of Naming: A Muslim Woman’s Journey, 2006
- Janji kepada Inah , DBP:Brunei, 2007
- Tsunami di Hatinya, 2009.